# 吕佩
吕佩（法語：Lupé，法語發音：[lype]）是法国奥弗涅-罗纳-阿尔卑斯大区卢瓦尔省的一个市镇，位于该省东南部，属于圣艾蒂安区。

## 地理
吕佩（45°22'22"N, 4°42'16"E）面积1.47 平方千米，位于法国奥弗涅-罗讷-阿尔卑斯大区卢瓦尔省，该省份为法国中南部省份，北起顺时针与索恩-卢瓦尔省、罗讷省、伊泽尔省、阿尔代什省、上盧瓦爾省、多姆山省和阿列省接壤。
与吕佩接壤的市镇（或旧市镇、城区）包括：贝塞、马勒瓦勒。

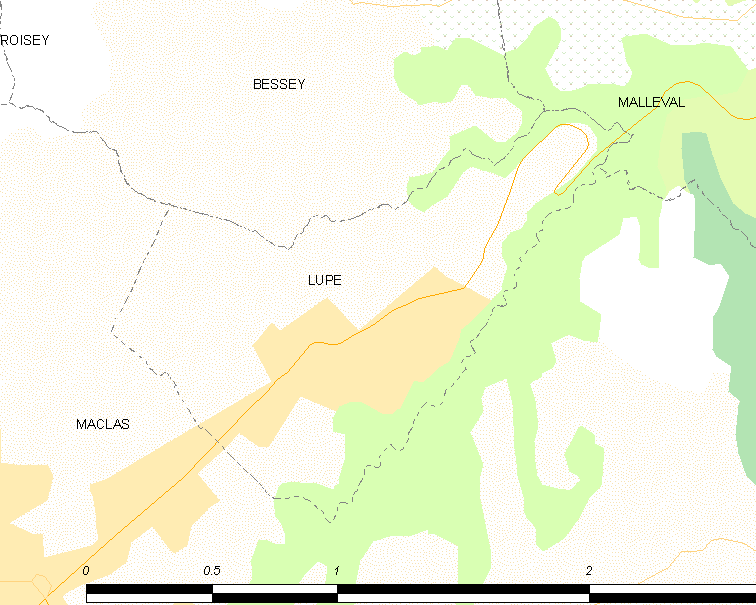
吕佩的OSM定位图

吕佩的时区为UTC+01:00、UTC+02:00（夏令时）。

## 行政
吕佩的邮政编码为42520，INSEE市镇编码为42124。

## 政治
吕佩所属的省级选区为勒皮拉县。

## 人口

1962-2008年间吕佩人口变化图示

吕佩于2022年1月1日时的人口数量为307人。